# Митчелл, Дикон
Дикон Эмисс Томас Митчелл — гренадский политик и юрист, занимающий пост премьер-министра Гренады с 24 июня 2022 года и лидер Национального демократического конгресса (НДК) с 2021 года, приведя эту партию к победе на всеобщих выборах 2022 года.

## Начало биографии и юридическая карьера
Митчелл родился в Пти-Эсперанс в приходе Сент-Дэвид. Он получил степень бакалавра права (с отличием) в Университете Вест-Индии в Кейв-Хилл и сертификат юридического образования в юридической школе Хью Вудинга в 2002 году.
После окончания учёбы он начал работать помощником поверенного в фирме Grant, Joseph & Co. В 2017 году он основал собственную фирму Mitchell & Co.

## Политическая карьера
Митчелл был избран лидером партии Национально-демократический конгресс 31 октября 2021 года.

### Премьер-министр Гренады
Национальный демократический конгресс Митчелла выиграл всеобщие выборы 2022 года, набрав чуть более 51 % голосов избирателей и получив девять из пятнадцати депутатских мандатов. Митчелл отреагировал на победу на выборах, объявив, что он попросит генерал-губернатора, даму Сесиль Ла Гранад, объявить 24 июня национальным государственным или банковским праздником, чтобы «граждане могли отпраздновать день освобождения и победу, которую они создали для Гренады, Карриаку и Малого Мартиника». 24 июня Митчелл был приведен к присяге в качестве девятого премьер-министра Гренады, сменив Кита Митчелла. Он пообещал положить конец кумовству в гренадском обществе и реформировать избирательную систему. Он взял на себя дополнительный портфель министра финансов Гренады и создал новое министерство под названием «Министерство мобилизации, осуществления и преобразований». Во время выступления на церемонии приведения к присяге министров он пообещал выплатить учителям удержанную зарплату.